# Leucobryum congolense
Leucobryum congolense är en bladmossart som beskrevs av Cardot in Renauld och Jules Cardot 1900. Leucobryum congolense ingår i släktet Leucobryum och familjen Dicranaceae. Inga underarter finns listade i Catalogue of Life.